# 茨木市の地名
本項茨木市の地名（いばらきしのちめい）では、大阪府茨木市における町名や大字名を中心に、本市成立以来の地名の変遷について記述する。

## 現行行政町名
まず市内の現行の町字名を五十音順に列挙する（2023年現在）。

### あ行
- 安威
- 安威1 - 4丁目
- 粟生岩阪
- 鮎川1 - 5丁目
- 主原町
- 井口台
- 五十鈴町
- 泉原
- 五日市1 - 2丁目
- 五日市緑町
- 稲葉町
- 岩倉町
- 上野町
- 丑寅1 - 2丁目
- 宇野辺1 - 2丁目
- 永代町
- 駅前1 - 4丁目
- 大池1 - 2丁目
- 大岩
- 大住町
- 太田1 - 3丁目
- 太田東芝町
- 大手町
- 小川町

### か行
- 学園町
- 学園南町
- 春日1 - 5丁目
- 片桐町
- 上泉町
- 上音羽
- 上郡1 - 2丁目
- 上中条1 - 2丁目
- 上穂積
- 上穂積1 - 4丁目
- 上穂東町
- 北春日丘1 - 4丁目
- 清阪
- 蔵垣内1 - 3丁目
- 車作
- 桑田町
- 桑原
- 郡1 - 5丁目
- 郡山1 - 2丁目
- 小坪井
- 小柳町

### さ行
- 彩都あかね
- 彩都あさぎ1 - 7丁目
- 彩都はなだ1 - 2丁目
- 彩都もえぎ1丁目
- 彩都やまぶき1 - 5丁目
- 道祖本
- 佐保
- 沢良宜西1 - 4丁目
- 沢良宜浜1 - 3丁目
- 沢良宜東町
- 島1 - 4丁目
- 清水1 - 2丁目
- 紫明園
- 下井町
- 下音羽
- 下中条町
- 下穂積1 - 4丁目
- 宿川原町
- 宿久庄1 - 7丁目
- 宿久庄
- 庄1 - 2丁目
- 生保
- 白川1 - 3丁目
- 城の前町
- 新郡山1 - 2丁目
- 新庄町
- 新中条町
- 新堂1 - 3丁目
- 新和町
- 末広町
- 銭原
- 千提寺
- 総持寺1 - 2丁目
- 総持寺駅前町
- 総持寺台
- 園田町

### た行
- 大正町
- 大同町
- 大門寺
- 高田町
- 高浜町
- 竹橋町
- 田中町
- 玉櫛1 - 2丁目
- 玉島1 - 2丁目
- 玉島台
- 玉瀬町
- 玉水町
- 寺田町
- 天王1 - 2丁目
- 東宮町
- 十日市町
- 戸伏町
- 豊川1 - 5丁目
- 豊原町

### な行
- 中河原町
- 中総持寺町
- 長谷
- 中津町
- 中穂積
- 中穂積1 - 3丁目
- 中村町
- 並木町
- 奈良町
- 西安威1 - 2丁目
- 西駅前町
- 西太田町
- 西河原1 - 3丁目
- 西河原北町
- 西田中町
- 西中条町
- 西豊川町
- 西福井1 - 4丁目
- 西穂積町
- 忍頂寺
- 野々宮1 - 2丁目

### は行
- 橋の内1 - 3丁目
- 畑田町
- 花園1 - 2丁目
- 東安威1 - 2丁目
- 東宇野辺町
- 東太田1 - 4丁目
- 東中条町
- 東奈良1 - 3丁目
- 東野々宮町
- 東福井1 - 4丁目
- 平田1 - 2丁目
- 平田台
- 福井
- 藤の里1 - 2丁目
- 双葉町
- 舟木町
- 別院町
- 星見町
- 穂積台
- 本町

### ま行
- 真砂1 - 3丁目
- 真砂玉島台
- 松ケ本町
- 松下町
- 三咲町
- 美沢町
- 三島丘1 - 2丁目
- 三島町
- 水尾1 - 4丁目
- 見付山1 - 2丁目
- 南安威1 - 3丁目
- 南春日丘1 - 7丁目
- 南清水町
- 南耳原1 - 2丁目
- 南目垣1 - 3丁目
- 耳原1 - 3丁目
- 美穂ケ丘
- 宮島1 - 3丁目
- 宮元町
- 室山1 - 2丁目
- 目垣1 - 3丁目
- 元町

### や・ら・わ行
- 安元
- 山手台1 - 7丁目
- 山手台新町1 - 3丁目
- 山手台東町
- 横江1 - 2丁目
- 若草町
- 若園町

## 町字名の変遷
茨木市は1948年（昭和23年）、三島郡茨木町・春日村・三島村・玉櫛村が合併が合併することにより成立。合併各町村の大字を継承した27大字を編成。

### 成立当初の町字名
旧茨木町
- 茨木（1968年廃止）
- 上中条（1966年廃止）
- 下中条（1966年廃止）

旧春日村
- 五日市（1976年廃止）
- 上野（1976年廃止）
- 郡（1979年廃止）
- 下穂積（1975年廃止）
- 奈良（1975年廃止）
- 畑田（1977年廃止）
- 倍賀（1966年廃止）
- 上穂積
- 郡山（2000年代頃廃止）
- 中穂積

旧三島村
- 鮎川（1971年廃止）
- 太田（1976年廃止）
- 総持寺（1968年廃止）
- 田中（1966年廃止）
- 戸伏（1968年廃止）
- 中城（1968年廃止）
- 西河原（1976年廃止）
- 耳原（1976年廃止）

旧玉櫛村
- 沢良宜西（1975年廃止）
- 沢良宜浜（1975年廃止）
- 沢良宜東（1975年廃止）
- 内瀬（1973年廃止）
- 真砂（1973年廃止）
- 水尾（1973年廃止）

### 町字の設置
1954年（昭和29年）
三島郡安威村・玉島村を編入
旧安威村
- 安威
- 十日市（1978年廃止）

旧玉島村
- 十一（1974年廃止）
- 二階堂（1974年廃止）
- 馬場（1972年廃止）
- 平田（1973年廃止）
- 目垣（1980年廃止）
- 島（1980年廃止）
- 野々宮（1980年廃止）

1955年（昭和30年）
三島郡福井村・石河村・見山村・清渓村を編入
旧福井村
- 福井
- 中河原（1978年廃止）

旧石河村
- 大岩
- 桑原
- 生保
- 大門寺
- 安元

旧見山村
- 上音羽
- 清阪（清坂）
- 車作
- 下音羽
- 銭原
- 長谷
- 忍頂寺

旧清渓村
- 泉原
- 高山（1955年豊能郡東能勢村に編入）
- 佐保
- 千提寺

1956年（昭和31年）
箕面市の一部を編入。
- 道祖本
- 清水（2010年代頃廃止）
- 宿久庄
- 粟生岩阪
- 粟生間谷（1957年箕面市に編入）
- 小野原（1979年廃止）

1957年（昭和32年）
3月30日
三島郡三宅村を編入。
- 丑寅（1975年廃止）
- 宇野辺（1975年廃止）
- 乙辻（1975年廃止）
- 小坪井
- 太中（1975年廃止）
- 鶴野（同年三島郡三島町に編入）
- 蔵垣内（2010年代頃廃止）

12月28日
吹田市の一部を編入。
- 山田上（吹田市山田上の一部より、1979年廃止）
- 山田下（吹田市山田下の一部より、1966年廃止）
- 山田小川（吹田市山田小川の一部より、1979年廃止）
- 山田別所（吹田市山田別所の一部より、1969年廃止）

1965年（昭和40年）
- 主原町（茨木・水尾の各一部より）
- 五十鈴町（馬場・二階堂の各一部より）
- 稲葉町（茨木・水尾の各一部より）
- 永代町（茨木の一部より）
- 大池1 - 2丁目（水尾・茨木・内瀬・戸伏の各一部より）
- 大住町（茨木・戸伏の各一部より）
- 大手町（茨木の一部より）
- 片桐町（茨木の一部より）
- 上泉町（茨木・田中の各一部より）
- 桑田町（二階堂・馬場の各一部より）
- 新庄町（茨木の一部より）
- 末広町（茨木・戸伏の各一部より）
- 園田町（戸伏・茨木の各一部より）
- 大同町（二階堂の一部より）
- 竹橋町（茨木の一部より）
- 玉瀬町（水尾・内瀬の各一部より）
- 寺田町（馬場の一部より）
- 東宮町（茨木の一部より）
- 戸伏町（茨木・戸伏の各一部より）
- 中津町（戸伏・茨木の各一部より）
- 中村町（戸伏の一部より）
- 双葉町（茨木の一部より）
- 舟木町（茨木の一部より）
- 別院町（茨木の一部より）
- 星見町（二階堂の一部より）
- 本町（茨木の一部より）
- 宮元町（茨木の一部より）
- 元町（茨木の一部より）

1966年（昭和41年）
- 岩倉町（下穂積・下中条・奈良の各一部より）
- 駅前1 - 4丁目（上中条・下中条・倍賀・茨木の各一部より）
- 小川町（下中条・茨木・奈良の各一部より）
- 上中条1 - 2丁目（上中条・倍賀の各一部より）
- 下中条町（下中条の一部より）
- 新中条町（下中条・奈良の各一部より）
- 奈良町（奈良の一部より）
- 西中条町（下中条・下穂積の各一部より）
- 東中条町（下中条・茨木の各一部より）
- 若草町（奈良の一部より）

1967年（昭和42年）
- 五日市緑町（五日市・郡・畑田の各一部より）
- 春日1 - 5丁目（倍賀・上中条・中穂積の各一部より）
- 上穂積1 - 4丁目（中穂積・上穂積・倍賀・五日市・郡の各一部より）
- 上穂東町（上穂積・中穂積の各一部より）
- 紫明園（沢良宜西・下穂積の各一部より）
- 下穂積1 - 4丁目（下穂積・山田下・沢良宜西の各一部より）
- 田中町（田中・畑田・五日市・西河原・茨木の各一部より）
- 中穂積1 - 3丁目（中穂積・下穂積の各一部より）
- 西駅前町（下中条と中穂積・下穂積の各一部より）
- 西田中町（田中・上中条・倍賀の各一部より）
- 畑田町（五日市・畑田・倍賀の各一部より）
- 穂積台（下穂積・山田下・山田別所・沢良宜西の各一部より）
- 松ケ本町（下穂積の一部より）
- 松下町（畑田・田中・五日市の各一部より）
- 見付山1 - 2丁目（中穂積・上穂積の各一部より）

1968年（昭和43年）
- 沢良宜東町（沢良宜東・沢良宜浜の各一部より）
- 玉櫛1 - 2丁目（奈良・沢良宜東・水尾・真砂・内瀬の各一部より）
- 玉水町（奈良・水尾の各一部より）
- 並木町（水尾・内瀬の各一部より）
- 東奈良1 - 3丁目（茨木・奈良の各一部より）
- 真砂1丁目（1974年から1 - 3丁目、真砂・沢良宜東・水尾・沢良宜浜の各一部と内瀬より）
- 美沢町（沢良宜西・沢良宜浜の各一部より）
- 水尾1 - 4丁目（茨木・水尾・内瀬・奈良・真砂の各一部より）
- 若園町（水尾・内瀬・真砂の各一部より）

1969年（昭和44年）
- 庄1 - 2丁目（戸伏・西河原・総持寺・中城の各一部より）
- 総持寺1 - 2丁目（総持寺・中城の各一部より）
- 総持寺駅前町（総持寺・中城の各一部より）
- 総持寺台（中城・戸伏の各一部より）
- 中総持寺町（戸伏・中城の各一部より）
- 西河原1 - 2丁目（1973年から1 - 3丁目、西河原・茨木・太田の各一部より）
- 橋の内1 - 3丁目（戸伏・馬場・中城・鮎川の各一部より）
- 三咲町（五日市・西河原・畑田の各一部より）
- 三島丘1 - 2丁目（西河原・総持寺・太田・中城の各一部より）
- 三島町（総持寺・西河原の各一部より）

1970年（昭和45年）
- 北春日丘1 - 4丁目（中穂積と下穂積・山田別所の各一部より）
- 南春日丘1 - 7丁目（下穂積・山田小川・山田別所・山田上の各一部より）

1972年（昭和47年）
- 鮎川1 - 5丁目（鮎川・馬場・橋の内の各一部より）
- 学園町（馬場の一部より）
- 学園南町（馬場・鮎川の各一部より）
- 白川1 - 3丁目（鮎川の一部より）
- 新堂1 - 3丁目（馬場・二階堂・目垣の各一部より）
- 目垣1 - 3丁目（目垣の一部より）

1973年（昭和48年）
- 鶴野（摂津市鶴野の一部より、1974年廃止）
- 太田1 - 3丁目（太田の一部より）
- 太田東芝町（太田の一部より）
- 城の前町（太田の一部より）
- 高田町（太田の一部より）
- 花園1 - 2丁目（太田の一部より）
- 東太田1 - 4丁目（太田・西河原の各一部より）

1974年（昭和49年）
- 小柳町（島・野々宮・真砂の各一部より）
- 沢良宜浜1 - 3丁目（沢良宜浜・沢良宜東・沢良宜西の各一部より）
- 島1 - 4丁目（島・沢良宜東・沢良宜浜の各一部より）
- 新和町（沢良宜東・沢良宜西・沢良宜浜・島・真砂の各一部より）
- 高浜町（沢良宜浜・沢良宜西・沢良宜東・島の各一部より）
- 玉島1 - 2丁目（十一・平田・野々宮の各一部より）
- 玉島台（十一の一部より）
- 野々宮1 - 2丁目（野々宮・島・十一の各一部より）
- 平田1 - 2丁目（平田・二階堂の各一部より）
- 平田台（二階堂・平田の各一部より）
- 横江1 - 2丁目（沢良宜浜・沢良宜東・沢良宜西・島・乙辻・小坪井・蔵垣内・丑寅・鶴野・太中の各一部より）

1975年（昭和50年）
- 丑寅1 - 2丁目（丑寅・宇野辺・蔵垣内・小坪井・乙辻の各一部より）
- 宇野辺1 - 2丁目（下穂積・沢良宜西・宇野辺・蔵垣内・小坪井の各一部より）
- 蔵垣内1 - 3丁目（宇野辺・蔵垣内・丑寅・小坪井・太中・乙辻の各一部より）
- 沢良宜西1 - 4丁目（奈良・沢良宜西・蔵垣内・乙辻・丑寅の各一部と沢良宜東・沢良宜浜より）
- 大正町（丑寅・蔵垣内・乙辻・太中の各一部より）
- 天王1 - 2丁目（奈良・宇野辺・下穂積・沢良宜西・丑寅・蔵垣内の各一部より）
- 東宇野辺町（宇野辺・蔵垣内・丑寅の各一部より）

1976年（昭和51年）
- 上郡1 - 2丁目（郡・上野の各一部より）
- 郡1 - 5丁目（上穂積・上野・郡・郡山の各一部より）
- 郡山1 - 2丁目（郡山・郡・上穂積・上野・道祖本の各一部より）
- 下井町（郡・中河原・上野の各一部より）
- 新郡山1 - 2丁目（郡山・上穂積・郡・道祖本の各一部より）
- 中河原町（中河原・上野の各一部より）
- 西穂積町（上穂積・中穂積・郡の各一部より）

1977年（昭和52年）
- 五日市1 - 2丁目（五日市・耳原・西河原・郡の各一部と畑田より）
- 上野町（上野・五日市・郡の各一部より）
- 十日市町（十日市・安威・耳原・太田の各一部より）
- 西太田町（太田・十日市・西河原・安威の各一部より）
- 西河原北町（西河原・耳原の各一部より）
- 南安威1 - 3丁目（安威・十日市・耳原・中河原・福井の各一部より）
- 南耳原1 - 2丁目（耳原・西河原の各一部より）
- 耳原1 - 3丁目（耳原・五日市・十日市・安威・上野・中河原の各一部より）

1979年（昭和54年）
- 安威1 - 4丁目（安威の一部より）
- 豊原町（道祖本・宿久庄・清水・郡の各一部より）
- 西安威1 - 2丁目（安威の一部より）
- 西福井1 - 4丁目（福井・中河原・宿久庄・郡の各一部より）
- 東安威1 - 2丁目（安威の一部と十日市より）
- 東福井1 - 3丁目（1980年から1 - 4丁目、福井・中河原の各一部より）
- 山手台1 - 7丁目（安威・桑原・福井・大門寺・生保・大岩の各一部より）

1980年（昭和55年）
- 清水1 - 2丁目（清水・宿久庄の各一部より）
- 宿川原町（郡と道祖本・郡山の各一部より）
- 宿久庄1 - 3・5 - 7丁目（2004年から1 - 7丁目、宿久庄・清水の各一部より）
- 豊川1 - 5丁目（清水・道祖本・宿久庄の各一部より）
- 西豊川町（宿久庄・清水・道祖本・小野原の各一部より）
- 東野々宮町（野々宮の一部より）
- 藤の里1 - 2丁目（宿久庄・清水・道祖本の各一部より）
- 南清水町（清水・道祖本の各一部より）
- 南目垣1 - 3丁目（目垣・目垣3丁目の各一部より）
- 美穂ケ丘（山田小川・山田上と中穂積の一部より）
- 宮島1 - 3丁目（島・野々宮の各一部より）
- 室山1 - 2丁目（宿久庄・福井の各一部より）

1999年（平成11年）
- 粟生間谷東3丁目（箕面市粟生間谷東3丁目の一部より、2003年廃止）

2004年（平成16年）
- 彩都あさぎ1 - 7丁目（粟生間谷東3丁目と宿久庄7丁目・粟生岩阪・宿久庄・清水の各一部より）

2007年（平成19年）
- 彩都やまぶき1 - 5丁目

2009年（平成21年）
- 井口台（道祖本・郡山の各一部より）
- 山手台東町（桑原の一部より）

2012年（平成24年）
- 真砂玉島台
- 山手台新町1 - 3丁目

2016年（平成28年）
- 彩都あかね（粟生岩阪・宿久庄・清水・佐保の各一部より）

2019年（令和元年）
- 彩都はなだ1 - 2丁目（福井・大岩・大門寺・山手台7丁目の各一部より）
- 彩都もえぎ1丁目（福井・山手台1丁目の各一部より）

## 参考資料
- 角川日本地名大辞典 27 大阪府（1983年、角川書店）